# Batalla de Maserfield
La batalla de Maserfield (o Maserfeld; en galés: Maes Cogwy) tuvo lugar el 5 de agosto de 641 o 642 en Inglaterra entre Oswald de Northumbria y Penda de Mercia, concluyedo con la derrota, muerte y descuartización de Oswald. La batalla fue conocida también como Cogwy para los galeses, con sus paisanos de Pengwern participando en la batalla (según el Canu Heledd), probablemente en el bando de los Mercianos. Bede da como fecha la ya comentada; los Annales Cambriae galeses, considerados erróneos, el año de 644. El sitio ha sido identificado tradicionalmente con Oswestry, aunque se han dado argumentos a favor y en contra de esta identificación.

## Contexto
Tras la muerte del tío de Oswaldo, Edwin de Northumbria en Hatfield Chase en 633, los mercianos dirigidos por Penda habían frenado la expansión de Northumbria al sur del Humber. Oswald había derrotado a los britanos de Cadwallon ap Cadfan (aliado de Penda en Hatfield) en Heavenfield en 634 y restablecido la hegemonía northumbriana en amplias zonas de Gran Bretaña; aunque se pensó que Penda reconoció de alguna forma la autoridad de Oswaldo, no se había mostrado hostil a los northumbrianos, o al menos no había sido percibido como una amenaza por Oswaldo.

## Estallido de la guerra
Las causas que llevaron a Maserfield son desconocidas. Bede, que escribió en el siglo VIII, retrató a Oswaldo como una figura de santidad en su Historia ecclesiastica gentis Anglorum; su deseo de mostrar a Oswald bajo una luz positiva pudo haberle llevado a omitir la agresiva conducta bélica del rey. Únicamente dice que Oswald murió luchando por su país en Maserfield, dando la impresión de que la batalla era parte de una "guerra justa". La ubicación de la batalla se ha identificado tradicionalmente con Oswestry ("Oswald's Tree" en inglés) en Shropshire, que en la época se piensa formaba parte aún de Powys. Si esto fuera así, significaría que Oswald estaba en territorio de sus enemigos, lo que sugiere que estaba lanzando una ofensiva.
Los aliados galeses de Penda habría incluido a Cynddylan ap Cyndrwyn de Powys; los Marwnad Cynddylan dicen de él que "cuando el hijo de Pyd lo pidió, qué preparado estaba". Esto puede ser una referencia a Penda, hijo de Pybba, indicando que Cynddylan estaba ansioso por luchar contra él en batalla. Se piensa también que Cadwaladr ap Cadwallon habría proporcionado refuerzos a Penda desde su Reino de Gwynedd.

## La batalla
El resultado fue una total derrota de Northumbria. Bede menciona la historia de que Oswald rezó por el alma de sus soldados cuando se vio a punto de morir. El cuerpo de Oswaldo fue descuartizado y su cabeza y sus brazos ensartados en postes; estos restos fueron recuperados el año siguiente por su hermano y sucesor Oswiu. Teniendo en cuenta que Penda era pagano y Oswald cristiano, este último fue venerado como mártir y santo. Bede relata varios milagros atribuidos a los huesos de Oswald y al lugar de su muerte. (En el siglo XII, Enrique de Huntingdon escribió acerca de la batalla: "Se dice que el plano de Maserfeld estaba blanco con los huesos de los Santos".) La Historia Brittonum atribuye la victoria de Penda a la "mediación diabólica", pero esta caracterización de la batalla como un choque entre Cristianos y paganos es demasiado simplista, teniendo en cuenta la presencia de galeses, que eran cristianos, en el bando de Penda. Hablando con más precisión, la batalla marca la derrota del imperialismo de Northumbria al sur del Humber: el historiador del siglo XX Frank Stenton escribió acerca de Penda diciendo que su resistencia pudo haber evitado el establecimiento de "un compacto reino de Inglaterra bajo el dominio de Northumbria" a mediados del siglo VII. Otro historiador del siglo XX, D. P. Kirby, escribió que la batalla dejó a Penda como "sin duda el más poderoso gobernante merciano emergido hasta entonces en las tierras media."
Según la Historia Brittonum y los Annales Cambriae, el hermano de Penda Eowa, del que se cree que fue también rey de Mercia, murió en la batalla junto con Oswald. Existe la posibilidad de que fuera súbdito de Oswald y luchara junto a él en la batalla. También se ha sugerido que Eowa era el rey dominante entre los mercianos antes del combate, y que habría gobernado el norte de Mercia mientras Penda hacia lo propio en el sur. Teniendo en cuenta que la Historia Brittonum dice que Penda reino solamente diez años (Bede dice que fueron 22: 633-655), esto podría significar que se data el reinado de Penda a partir de su victoria en Maserfield, lo que tendría sentido si la muerte de Eowa hubiera liberado a Penda de un incómodo rival al trono, permitiéndole reclamar o consolidar su autoridad sobre toda Mercia.

## Consecuencia
Tras la batalla, Deira, en el sur de Northumbria, eligió como rey a Oswino, mientras que Bernicia en el norte (que había sido dominante ya que Oswaldo provenía de la familia real berniciana y había dominado ambos reinos antes de Maserfield) pasó a manos del hermano de Oswaldo, Oswiu. De este modo, la batalla provocó el debilitamiento interno y fractura del reino de Northumbria, una situación que duraría hasta Winwaed, pese al asesinato de Oswino por orden de Oswiu en 651.
Según Stenton, Maserfield convirtió a Penda en el "más formidable rey de Inglaterra," posición que mantendría hasta su muerte en Winwaed en 655; en algunos momentos entre las dos batallas, tuvo fuerza suficiente para lanzar expediciones de castigo contra Bernicia, llegando incluso a sitiar Bamburgh, antes de su última y maldita campaña.